# Cronotipo
Por cronotipo se entienden las distintas variantes que, en diferentes individuos, pueden adoptar los ritmos circadianos endógenos.
Un ritmo circadiano se refiere a un ciclo fisiológico subyacente de 24 horas que se produce en la mayoría de los organismos vivos. En los seres humanos, hay patrones cíclicos diarios claros en la temperatura corporal central, hormonales y la mayoría de los otros sistemas biológicos. Estos ciclos son importantes para muchos procesos moleculares y conductuales. En particular, los ritmos circadianos son importantes en la regulación de los patrones de sueño.
Cada individuo tiene un ritmo circadiano endógeno, pero la sincronización de estos ritmos varía a través de individuos. Estas variaciones son lo que se conoce como cronotipo, y son consecuencias conductuales de estos ciclos subyacentes. Existen dos cronotipos establecidos: 
- Búhos o personas de noche
- Alondras o personas de día

La mayoría de la población se encuentra en algún punto intermedio entre ambos cronotipos. El cronotipo puede ser fácilmente determinado mediante un cuestionario, y es realmente útil para el estudio de los ritmos circadianos.

## Variantes genéticas asociadas al cronotipo
Recientes estudios han demostrado que existen un total de 22 variantes genéticas asociadas con el cronotipo. Estas variantes se encuentran asociadas a genes conocidos por su importancia en la fotorrecepción y la regulación de los ritmos circadianos.
La variante genética más fuertemente asociada al cronotipo ocurre cerca del gen rgs16, que es un regulador de la señalización mediada por proteínas G, y tiene un papel conocido en los ritmos circadianos. En ratones, la ablación génica de rgs16 alarga el período circadiano, alargando así el ritmo conductual. Al regular temporalmente la señalización de cAMP, rgs16 ha demostrado ser un factor clave en la sincronización de la comunicación intercelular entre las neuronas marcapasos en el núcleo supraquiasmático (SCN), el centro de control del ritmo circadiano en los seres humanos.
Otra variante se produce cerca de per2, que es un conocido regulador de los ritmos circadianos y contiene una variante que se asocia con la formación del iris. Esto sugiere un vínculo entre la función del iris y el cronotipo. Los ratones knockout per2 muestran actividad locomotora arrítmica. Por lo tanto, el cronotipo es genéticamente heredable.

## Cronotipo y enfermedad
Desde hace algún tiempo, se sabe que la alteración de los ritmos circadianos está asociada a enfermedades humanas, principalmente metabólicas. Nuevos estudios han demostrado que existe una clara correlación genética entre el cronotipo y el índice de masa corporal (IMC). Sin embargo, los fenómenos de causa-efecto subyacentes a estos parámetros aún no han sido establecidos.